# Lexicon Generum Phanerogamarum
Lexicon Generum Phanerogamarum (abreviado Lex. Gen. Phan.) es un libro con ilustraciones y descripciones botánicas que fue escrito conjuntamente por Tom Erik von Post y Carl Ernst Otto Kuntze. Fue publicado en Upsala en el año 1903 con el nombre de Lexicon Generum Phanerogamarum in de ab Anno MDCCXXXVII cum Nomenclatura Legitima Internaionali Simul Scientifica Auctore Tom von Post. Opus Revisum et Auctum ab Otto Kuntze.